# Carl Benjamin Boyer
Pour les articles homonymes, voir Boyer.
Carl Benjamin Boyer (3 novembre 1906 à Hellertown (Pennsylvanie) - New York, 26 avril 1976) est un historien américain des mathématiques.
Il a obtenu un PhD en mathématiques en 1939 à l'université Columbia, et une bourse Guggenheim en 1954. Il a enseigné au Brooklyn College.
Le Carl B. Boyer Memorial Prize a été instauré en 1978 par sa veuve. Il est décerné chaque année pour récompenser le meilleur écrit sur l'histoire des sciences du premier cycle de l'université Columbia, selon l'appréciation d'un jury universitaire.